# Rhyacophila altoincisiva
Rhyacophila altoincisiva är en nattsländeart som beskrevs av Hwang 1957. Rhyacophila altoincisiva ingår i släktet Rhyacophila och familjen rovnattsländor. Inga underarter finns listade i Catalogue of Life.